# Jasbir Puar
Jasbir Puar és una teòrica queer i professora del Departament de dones i estudis de gènere de la Universitat Rutgers. És autora del lliuro Assemblatges terroristes: el homonacionalisme en temps queer. Ha escrit àmpliament sobre turisme LGBT, terrorisme, vigilància, biopolítica i necropolítica, diversitat funcional, interseccionalitat, afectes, posthumanisme, homonacionalisme, pinkwashing i l'ocupació israeliana de Palestina.

## Carrera acadèmica
Puar va estudiar el màster en Estudis de la Dona a la Universitat de York i va obtenir el seu doctorat en Estudis Ètnics per la Universitat de Califòrnia a Berkeley el 1999.
En el seu article "Temps queer, assemblatges queer", publicat en 2005, Puar analitzava la guerra contra el terrorisme com un acoblament entre racisme, nacionalisme, patriotisme i terrorisme, indicant que es tracta d'una qüestió profundament queer. Es centra en les corporalidades terroristes en oposició als cossos patriotes normatius i argumenta que els discursos contraterroristas estan intrínsecament marcats pel gènere, la raça, la sexualitat i la nacionalitat. A través d'una anàlisi de la resposta estatunidenca a la tortura i abús de presoners en Abu Ghraib en 2004, sosté que els discursos contemporanis sobre la sexualitat musulmana únicament emmascaren i reprodueixen la creença subjacent en el excepcionalisme estatunidenca.
Puar critica el desplegament homonacionalista dels Estats Units com a justificació de les violentes intervencions estatunidencs de la guerra contra el terror. Estats Units alardea de la seva presumpta tolerància a l'homosexualitat per assegurar una identitat contraposada a l'opressió sexual dels països musulmans. Aquesta opressió serveix com una excusa perquè Estats Units intervingui militarment amb la finalitat de "alliberar" a les dones i minories sexuals oprimides d'altres països, mentre que al mateix temps oculta la desigualtat que aquests mateixos col·lectius sofreixen als Estats Units. El excepcionalisme estatunidenca i el homonacionalisme són mútuament constitutius, barrejant els discursos de la doctrina de la destinació manifesta, amb una política exterior racista i un impuls per documentar el desconegut i conquistar-ho.
En el llibre Assemblatges terroristes: el homonacionalisme en temps queer, publicat a l'octubre de 2007, Puar descriu les connexions entre els discursos contemporanis sobre els drets LGBTI, la integració de les persones LGBTI a el consumisme, l'ascens de la blanquitud, l'imperialisme Occidental i la guerra contra el terrorisme. Puar argumenta que les ideologies tradicionals heteronormatives troben ara acompanyament en les ideologies homonormatives, replicant els mateixos ideals jeràrquics referents al manteniment de la dominació en els termes de raça, classe, gènere o nacionalitat; un conjunt d'ideologies que considera homonacionalisme.